# Петер Харт
Петер Харт (угор. Peter Hart) — угорський боксер, призер чемпіонату Європи.

## Спортивна кар'єра
1985 року на чемпіонаті світу серед юніорів Петер Харт став срібним призером у напівважкій вазі, перемігши двох суперників і програвши у фіналі американцю Ріддіку Боу.
1991 року Харт досяг найбільшого успіху у своїй кар'єрі, завоювавши бронзову медаль на чемпіонаті Європи у важкій вазі.
- У чвертьфіналі переміг Хосе Ортега (Іспанія)
- У півфіналі програв Георгіосу Стефанопулос (Греція) — RSC 1.

На чемпіонаті світу 1991 програв в першому бою Хосе Ортега.
На чемпіонаті світу 1995 у надважкій вазі програв в другому бою Олексію Лєзіну (Росія).
На чемпіонаті Європи 1996 програв в другому бою Рене Монсе (Німеччина).